# GNF 1
Botola Pro Inwi (także GNF 1) – najwyższa klasa rozgrywkowa w piłce nożnej, skupiająca 16 najlepszych drużyn Maroka. Pierwsza edycja miała miejsce w sezonie 1956/1957.
Najwięcej tytułów:
- 21 - Wydad Casablanca
- 12 - AS.FAR Rabat
- 12 - Raja Casablanca

## Skład ligi w sezonie 2021/2022
| Uczestnicy poprzedniej edycji | Uczestnicy poprzedniej edycji | Uczestnicy poprzedniej edycji | Uczestnicy poprzedniej edycji |
| --- | ----------------------------- | ----------------------------- | ----------------------------- |
| WYC | Wydad Casablanca              | Casablanca                    | 1                             |
| RAC | Raja Casablanca               | Casablanca                    | 2                             |
| FAR | FAR Rabat                     | Rabat                         | 3                             |
| RSB | Renaissance Berkane           | Berkane                       | 4                             |
| MCO | Mouloudia Oujda               | Wadżda                        | 5                             |
| HAG | Hassania Agadir               | Agadir                        | 6                             |
| MAF | Maghreb Fez                   | Fez                           | 7                             |
| IRT | Ittihad Tanger                | Tanger                        | 8                             |
| SCCM | Chabab Mohammédia             | Al-Muhammadijja               | 9                             |
| FUS | FUS Rabat                     | Rabat                         | 10                            |
| DIF | Difaa El Jadida               | Al-Dżadida                    | 11                            |
| OCS | Olympic Safi                  | Safi                          | 12                            |
| RCOZ | Rapide Oued Zem               | Oued Zem                      | 13                            |
| CAYB | Youssoufia Berrechid          | Berrechid                     | 14                            |
| Awans z GNF 2 2020/2021 |                               |                               |                               |
| OLK | Olympique Khouribga           | Churibka                      | 1                             |
| JSS | Jeunesse Sportive de Soualem  | Soualem                       | 2                             |
| Oznaczenia: - kolumna pierwsza – skróty nazw drużyn, - kolumna trzecia – siedziba klubu, - kolumna czwarta – miejsce zajęte w poprzednim sezonie. |                               |                               |                               |

## Mistrzowie Maroka
| Sezon     | K | K | T | Mistrz            | Wicemistrz        | III miejsce      | Br. | Król strzelców                                                                                 | Uwagi     |
| 1956/1957 |   |   | 1 | Wydad Casablanca  | Kawkab Marrakesz  | Mouloudia Wadżda | 18  | Abdelkarim Zidani (Kawkab Marrakesz)                                                           | 16 klubów |
| 1957/1958 |   |   | 1 | Kawkab Marrakesz  | Wydad Casablanca  | TAS Casablanca   | 22  | Mohamed Chtaini Fejjar (Difaâ El Jadida)                                                       | 16 klubów |
| 1958/1959 |   |   | 1 | Étoile Casablanca | Wydad Casablanca  | Mouloudia Wadżda | 21  | Mohamed Khalfi (Wydad Casablanca)                                                              | 14 klubów |
| 1959/1960 |   |   | 1 | KAC Kénitra       | FAR Rabat         | Raja Casablanca  | 22  | Moussa Hanoune (Raja Casablanca)                                                               | 14 klubów |
| 1960/1961 |   |   | 1 | FAR Rabat         | Maghreb Fez       | Kawkab Marrakesz | 19  | Harchaoui (Étoile Casablanca)                                                                  | 14 klubów |
| 1961/1962 |   |   | 2 | FAR Rabat         | Racing Casablanca | Mouloudia Wadżda | 13  | M'jidou (Chabab Mohammédia) Abdelkarim Zidani (Kawkab Marrakesz) Harchaoui (Étoile Casablanca) | 14 klubów |

| Sezon     | Mistrz               | Wicemistrz           |
| --------- | -------------------- | -------------------- |
| 1962/1963 | FAR Rabat            | Kawkab Marrakech     |
| 1963/1964 | FAR Rabat            | Stade Marocain       |
| 1964/1965 | Maghreb Fez          | Racing Casablanca    |
| 1965/1966 | Wydad Casablanca     | Raja Casablanca      |
| 1966/1967 | FAR Rabat            | Renaissance Settat   |
| 1967/1968 | FAR Rabat            | Renaissance Settat   |
| 1968/1969 | Wydad Casablanca     | Maghreb Fez          |
| 1969/1970 | FAR Rabat            | Union Sidi Kacem     |
| 1970/1971 | Renaissance Settat   | FAR Rabat            |
| 1971/1972 | ADM Casablanca       | Wydad Casablanca     |
| 1972/1973 | KAC Kénitra          | FUS Rabat            |
| 1973/1974 | Raja Beni Mellal     | Raja Casablanca      |
| 1974/1975 | Mouloudia Oujda      | Maghreb Fez          |
| 1975/1976 | Wydad Casablanca     | Difaâ El Jadida      |
| 1976/1977 | Wydad Casablanca     | Mouloudia Oujda      |
| 1977/1978 | Wydad Casablanca     | Maghreb Fez          |
| 1978/1979 | Maghreb Fez          | KAC Kénitra          |
| 1979/1980 | Chabab Mohammédia    | Wydad Casablanca     |
| 1980/1981 | KAC Kénitra          | FUS Rabat            |
| 1981/1982 | KAC Kénitra          | FUS Rabat            |
| 1982/1983 | Maghreb Fez          | Renaissance Berkane  |
| 1983/1984 | FAR Rabat            | Olympique Khouribga  |
| 1984/1985 | Maghreb Fez          | KAC Kénitra          |
| 1985/1986 | Wydad Casablanca     | Raja Casablanca      |
| 1986/1987 | FAR Rabat            | Kawkab Marrakech     |
| 1987/1988 | Raja Casablanca      | Kawkab Marrakech     |
| 1988/1989 | FAR Rabat            | Maghreb Fez          |
| 1989/1990 | Wydad Casablanca     | Ittihad Tanger       |
| 1990/1991 | Wydad Casablanca     | FAR Rabat            |
| 1991/1992 | Kawkab Marrakech     | Raja Casablanca      |
| 1992/1993 | Wydad Casablanca     | Raja Casablanca      |
| 1993/1994 | Olympique Casablanca | Wydad Casablanca     |
| 1994/1995 | CODM Meknès          | Olympique Casablanca |
| 1995/1996 | Raja Casablanca      | Olympique Khouribga  |
| 1996/1997 | Raja Casablanca      | Wydad Casablanca     |
| 1997/1998 | Raja Casablanca      | Kawkab Marrakech     |
| 1998/1999 | Raja Casablanca      | Kawkab Marrakech     |
| 1999/2000 | Raja Casablanca      | Wydad Casablanca     |
| 2000/2001 | Raja Casablanca      | FUS Rabat            |
| 2001/2002 | Hassania Agadir      | Wydad Casablanca     |
| 2002/2003 | Hassania Agadir      | Raja Casablanca      |
| 2003/2004 | Raja Casablanca      | FAR Rabat            |
| 2004/2005 | FAR Rabat            | Raja Casablanca      |
| 2005/2006 | Wydad Casablanca     | FAR Rabat            |
| 2006/2007 | Olympique Khouribga  | FAR Rabat            |
| 2007/2008 | FAR Rabat            | Ittihad Khémisset    |
| 2008/2009 | Raja Casablanca      | Difaâ El Jadida      |
| 2009/2010 | Wydad Casablanca     | Raja Casablanca      |
| 2010/2011 | Raja Casablanca      | Maghreb Fez          |

| Sezon     | K | K | T  | Mistrz           | Wicemistrz          | III miejsce         | Br. | Król strzelców                                                             | Uwagi     |
| 2011/2012 |   |   | 1  | Moghreb Tétouan  | FUS Rabat           | Wydad Casablanca    | 17  | Karl Max Barthélémy (Difaâ El Jadida)                                      | 16 klubów |
| 2012/2013 |   |   | 11 | Raja Casablanca  | FAR Rabat           | Maghreb Fez         | 15  | Abderrazak Hamdallah (Olympic Safi)                                        | 16 klubów |
| 2013/2014 |   |   | 2  | Moghreb Tétouan  | Raja Casablanca     | FUS Rabat           | 11  | Zoumana Koné (Hassania Agadir) Zouheir Naim (Moghreb Tétouan)              | 16 klubów |
| 2014/2015 |   |   | 18 | Wydad Casablanca | Olympique Khouribga | Kawkab Marrakesz    | 16  | Malick Evouna (Wydad Casablanca)                                           | 16 klubów |
| 2015/2016 |   |   | 1  | FUS Rabat        | Wydad Casablanca    | Ittihad Tanger      | 12  | Mehdi Naghmi (FAR Rabat)                                                   | 16 klubów |
| 2016/2017 |   |   | 19 | Wydad Casablanca | Difaâ El Jadida     | Raja Casablanca     | 19  | William Jebor (Wydad Casablanca)                                           | 16 klubów |
| 2017/2018 |   |   | 1  | Ittihad Tanger   | Wydad Casablanca    | Hassania Agadir     | 17  | Mouhssine Iajour (Raja Casablanca)                                         | 16 klubów |
| 2018/2019 |   |   | 20 | Wydad Casablanca | Raja Casablanca     | Hassania Agadir     | 19  | Mouhssine Iajour (Raja Casablanca) Kodjo Fo-Doh Laba (Renaissance Berkane) | 16 klubów |
| 2019/2020 |   |   | 12 | Raja Casablanca  | Wydad Casablanca    | Renaissance Berkane | 16  | Brahim El Bahraoui (Rapide Oued Zem)                                       | 16 klubów |
| 2020/2021 |   |   | 21 | Wydad Casablanca | Raja Casablanca     | FAR Rabat           | 18  | Ayoub El Kaabi (Wydad Casablanca)                                          | 16 klubów |

## Kluby, które zdobywały tytuł
Mistrzowie Maroka 
| Klub                 | Tytuły | Lata |
| -------------------- | ------ | --- |
| Wydad Casablanca     | 21     | 1948, 1949, 1950, 1951, 1955, 1957, 1966, 1969, 1976, 1977, 1978, 1986, 1990, 1991, 1993, 2006, 2010, 2015, 2017, 2019, 2021 |
| FAR Rabat            | 12     | 1961, 1962, 1963, 1964, 1967, 1968, 1970, 1984, 1987, 1989, 2005, 2008                                                       |
| Raja Casablanca      | 12     | 1988, 1996, 1997, 1998, 1999, 2000, 2001, 2004, 2009, 2011, 2013, 2020                                                       |
| KAC Kénitra          | 4      | 1960, 1973, 1981, 1982 |
| Maghreb Fès          | 4      | 1965, 1979, 1983, 1985 |
| Kawkab Marrakech     | 2      | 1958, 1992 |
| Hassania Agadir      | 2      | 2002, 2003 |
| Moghreb Tétouan      | 2      | 2012, 2014 |
| Olympique Khouribga  | 1      | 2007 |
| CODM Meknès          | 1      | 1995 |
| Olympique Casablanca | 1      | 1994 |
| Chabab Mohammédia    | 1      | 1980 |
| Mouloudia Oujda      | 1      | 1975 |
| Raja Beni Mellal     | 1      | 1974 |
| Racing Casablanca    | 1      | 1972 |
| Renaissance Settat   | 1      | 1971 |
| Étoile Casablanca    | 1      | 1959 |

## Królowie strzelców
| Sezon     | Piłkarz                             | Klub                                                 | Strzelone bramki |
| --------- | ----------------------------------- | ---------------------------------------------------- | ---------------- |
| 1956/1957 | Abdelkarim Zidani                   | Kawkab Marrakesz                                     | 18               |
| 1957/1958 | Mohamed Chtaini Fejjar              | Difaâ El Jadida                                      | 22               |
| 1958/1959 | Mohamed Khalfi                      | Wydad Casablanca                                     | 21               |
| 1959/1960 | Moussa Hanoune                      | Raja Casablanca                                      | 22               |
| 1960/1961 | Harchaoui                           | Étoile Casablanca                                    | 19               |
| 1960/1961 | M'jidou Abdelkarim Zidani Harchaoui | Chabab Mohammédia Kawkab Marrakesz Étoile Casablanca | 13               |
| 1962/1963 | Kebir                               | FUS Rabat                                            | 17               |
| 1963/1964 | Trava                               | Chabab Mohammédia                                    | 23               |
| 1964/1965 | Fettah                              | FUS Rabat                                            | 16               |
| 1965/1966 | Azaoui                              | Mouloudia Oujda                                      | 14               |
| 1966/1967 | Abdelatif Chiadmi                   | Difaâ El Jadida                                      | 18               |
| 1967/1968 | Hassan Chicha                       | Difaâ El Jadida                                      | 19               |
| 1968/1969 | Ahmed Faras                         | Chabab Mohammédia                                    | 16               |
| 1969/1970 | Bendris                             | Union Sidi Kacem                                     | 17               |
| 1970/1971 | Bendris                             | Union Sidi Kacem                                     | 19               |
| 1971/1972 | Ouazir                              | Difaâ El Jadida                                      | 18               |
| 1972/1973 | Ahmed Faras                         | Chabab Mohammédia                                    | 16               |
| 1973/1974 | Abdelhay Ahmed                      | AS Salé TAS Casablanca                               | 11               |
| 1974/1975 | Hassan Chicha                       | Difaâ El Jadida                                      | 12               |
| 1975/1976 | Acila                               | Chabab Mohammédia                                    | 17               |
| 1976/1977 | Mohamed Boussati                    | KAC Kénitra                                          | 17               |
| 1977/1978 | Chrif                               | Wydad Casablanca                                     | 16               |
| 1978/1979 | Achibat                             | Renaissance Berkane                                  | 17               |
| 1979/1980 | Idrissi                             | Mouloudia Oujda                                      | 10               |
| 1980/1981 | Mohamed Boussati                    | KAC Kénitra                                          | 17               |
| 1981/1982 | Mohamed Boussati                    | KAC Kénitra                                          | 25               |
| 1982/1983 | Abdeslam Laghrissi                  | FAR Rabat                                            | 14               |
| 1983/1984 | Mjidou Tmimi                        | Wydad Casablanca Mouloudia Oujda                     | 11               |
| 1984/1985 | Boushaba                            | Renaissance Berkane                                  | 13               |
| 1985/1986 | Chaouch Hassan Nader                | Kawkab Marrakech Wydad Casablanca                    | 13               |
| 1986/1987 | Hassan Nader Abderrazak Khairi      | Wydad Casablanca FAR Rabat                           | 12               |
| 1987/1988 | Mohamed Anaflous                    | FAR Rabat                                            | 17               |
| 1988/1989 | Hassan Nader                        | Wydad Casablanca                                     | 18               |
| 1989/1990 | Abdeslam Laghrissi                  | FAR Rabat                                            | 22               |
| 1990/1991 | Mohamed Anaflous                    | FAR Rabat                                            | 15               |
| 1991/1992 | Mohamed Anaflous                    | FAR Rabat                                            | 11               |
| 1992/1993 | Youssef Fertout                     | Wydad Casablanca                                     | 18               |
| 1993/1994 | Ahmed Bahja                         | Kawkab Marrakech                                     | 14               |
| 1994/1995 | Abdeslam Laghrissi                  | FAR Rabat                                            | 15               |
| 1995/1996 | Soufir                              | Jeunesse El Massira                                  | 16               |
| 1996/1997 | Anane                               | AS Salé                                              | 17               |
| 1997/1998 | Rachid Rokki                        | Chabab Mohammédia                                    | 15               |
| 1998/1999 | Zouine                              | Olympique Khouribga                                  | 16               |
| 1999/2000 | Mustapha Bidodane                   | FUS Rabat                                            | 17               |
| 2000/2001 | Samir Sarsar                        | Kawkab Marrakech                                     | 12               |
| 2001/2002 | Omar Zaouit                         | TS Casablanca                                        | 15               |
| 2002/2003 | Mustapha Bidodane                   | FUS Rabat                                            | 14               |
| 2003/2004 | Mustapha Bidodane                   | Raja Casablanca                                      | 13               |
| 2004/2005 | Mohamed Armoumen                    | FAR Rabat                                            | 12               |
| 2005/2006 | Mamadou Ba Camara                   | Olympique Khouribga                                  | 9                |
| 2006/2007 | Jawad Ouaddouch                     | FAR Rabat                                            | 12               |
| 2007/2008 | Abderazzak Lemnasfi                 | FAR Rabat                                            | 13               |
| 2008/2009 | Mustapha Allaoui                    | FAR Rabat                                            | 14               |
| 2009/2010 | Omar Hassi                          | Wydad Fès                                            | 12               |
| 2010/2011 | Jawad Ouaddouch                     | FAR Rabat                                            | 12               |
| 2011/2012 | Karl Max Barthelemy                 | Difaâ El Jadida                                      | 17               |
| 2012/2013 | Abderazak Hamdallah                 | Olympic Safi                                         | 15               |
| 2013/2014 | Zouheir Naim Zoumana Kone           | Moghreb Tétouan Hassania Agadir                      | 11               |
| 2014/2015 | Malick Evouna                       | Wydad Casablanca                                     | 16               |
| 2015/2016 | Mahdi Naghmi                        | FAR Rabat                                            | 12               |
| 2016/2017 | William Jebor                       | Wydad Casablanca                                     | 19               |
| 2017/2018 | Mouhssine Iajour                    | Raja Casablanca                                      | 17               |
| 2018/2019 | Mouhssine Iajour Kodjo Fo-Doh Laba  | Raja Casablanca Renaissance Berkane                  | 19               |
| 2019/2020 | Brahim El Bahraoui                  | Rapide Oued Zem                                      | 16               |
| 2020/2021 | Ayoub El Kaabi                      | Wydad Casablanca                                     | 18               |

## Rekordy

### Transfery
Największym transferem w historii ligi było przejście Karim Fegrouche z Maghreb Fès do Wydad Casablanca podczas lata 2007 za kwotę 2 000 000 DH. 
Zobacz poniżej 19 najwyższych transferów w historii I ligi Marokańskiej:
|    | Piłkarz              | z                   | do               | Kwota        | Rok  |
| -- | -------------------- | ------------------- | ---------------- | ------------ | ---- |
| 1  | Karim Fegrouche      | Maghreb Fès         | Wydad Casablanca | 2.000.000 DH | 2007 |
| 2  | Hakim Daoudi         | Ittihad Tanger      | Wydad Casablanca | 1.800.000 DH | 2003 |
| 3  | Rafik Abdessamad     | Olympique Khouribga | Wydad Casablanca | 1.550.000 DH | 2006 |
| 4  | Abderazzak Lemnasfi  | Moghreb Tétouan     | FAR Rabat        | 1.500.000 DH | 2007 |
| -  | Mustapha Bidodane    | FUS Rabat           | Raja Casablanca  | 1.500.000 DH | 2003 |
| -  | Tarik Merzouk        | KAC Kénitra         | FAR Rabat        | 1.500.000 DH | 2007 |
| 7  | Abderrahmane Mssassi | Maghreb Fès         | FAR Rabat        | 1.400.000 DH | 2007 |
| 8  | Didier Gnepa         | CODM Meknès         | Kawkab Marrakech | 1.350.000 DH | 2007 |
| 9  | Mohammed El Mrini    | CODM Meknès         | FAR Rabat        | 1.300.000 DH | 2007 |
| 10 | Mourad Fellah        | Wydad Casablanca    | FAR Rabat        | 1.300.000 DH | 2008 |
| -  | Mustapha Chadili     | Raja Casablanca     | Moghreb Tétouan  | 1.300.000 DH | 2005 |
| -  | Amine El Bourkadi    | Maghreb Fès         | Raja Casablanca  | 1.300.000 DH | 2007 |
| 13 | Mustapha Bidodane    | Raja Casablanca     | Wydad Casablanca | 1.200.000 DH | 2007 |
| -  | Abderrazak Sakim     | Jeunesse El Massira | Wydad Casablanca | 1.200.000 DH | 2007 |
| -  | Nabil Daoudi         | AS Salé             | Maghreb Fès      | 1.200.000 DH | 2007 |
| 16 | Faouzi El Brazi      | FC Istres           | Wydad Casablanca | 1.100.000 DH | 2007 |
| 17 | Mohamed Amine Kabli  | Moghreb Tétouan     | FAR Rabat        | 1.000.000 DH | 2007 |
| -  | Mehdi El Bassel      | Union Touarga       | FAR Rabat        | 1.000.000 DH | 2007 |
| -  | Ahmed Ouali Alami    | KAC Kénitra         | Wydad Casablanca | 1.000.000 DH | 2008 |